# Poecilotheria fasciata
Poecilotheria fasciata bewohnt die tropischen, immergrünen Trockenwälder im Norden Sri Lankas. Sie ist die am längsten bekannte und zuerst beschriebene Art der Vogelspinnengattung Poecilotheria. Diese Art wird lokal, wie auch einige andere Arten, „Divimakulawa“ oder „Diamakulu“ genannt. Poecilotheria fasciata wurde bereits im 17. Jahrhundert nach Europa importiert, jedoch erst im Jahr 1804 von Pierre André Latreille wissenschaftlich beschrieben. Das Artepitheton „fasciata“ stammt aus dem Lateinischen und bedeutet „gebändert“ oder „gestreift“. Es bezieht sich wahrscheinlich auf die zahlreichen, schwarzen Streifen und auf die schwarz-weißen Bänder der Beinen, die zur typischen Zeichnung der Tiere gehören.

## Verbreitung und Lebensraum
Poecilotheria fasciata ist in den tropischen, immergrünen Trockenwälder der nördlichen Hälfte Sri Lankas beheimatet, die vielerorts durch anthropogene Einflüsse zu baumreichen Savannen mit dazwischenliegenden Feldern degradiert wurden. Neben den erwähnten Habitaten vermuten Krehenwinkel et al. auch ein Vorkommen in den Dornwäldern im äußersten Norden Sri Lankas im besetzten Gebiet der „Liberation Tigers of Tamil Eelam“, einer paramilitärischen Organisation, die eine Untersuchung des Gebietes auf weitere Vorkommen unmöglich macht. Poecilotheria fasciata bewohnt in Sri Lanka hauptsächlich das Tiefland und kommt von der Küste bis in Höhenlagen von ca. 500 m vor. Das Verbreitungsgebiet zeichnet sich durch ein tropisches, bixerisches Klima (je eine Regenzeit im Sommer und im Winter) mit nur geringfügigen Temperaturschwankungen aus. Die Jahresdurchschnittstemperatur liegt bei etwa 28 °C während der Jahresniederschlag nur zwischen 900 und 1600 mm beträgt. Trotz der zwei Regenzeiten im Jahr ist das Klima durch die gleichmäßig hohen Temperaturen und die geringen Niederschläge als eher trocken zu bezeichnen.
Die Bäume in den teils recht dichten immergrünen Trockenwäldern bilden stellenweise beachtliche Wälder mit bis zu 20 m Höhe. In Regionen mit degradierter Vegetation finden sich Baumsavannen mit unterschiedlich großen Baumgruppen und immergrünes Buschland. In kleinen Baumgruppen kann jeder Baum von einer oder mehreren Vogelspinnen bewohnt sein. Die Dornwälder bestehen aus großen Beständen von niedrig wachsenden, meist stark dornigen Büschen und vereinzelten Bäumen wie bspw. Akazien. Die Bäume in diesen Wäldern erreichen nur eine Höhe von maximal 9 m. Dieses Habitat zeichnet sich durch lange Trockenzeiten aus und erfährt tagsüber auch größere Temperaturschwankungen mit lokal bis über 40 °C.
Ihr Lebensraum überschneidet sich mit keiner anderen Poecilotheria-Art. Poecilotheria fasciata ist trotz der fortschreitenden Degradierung der Trockenwälder nicht vom Aussterben bedroht, da sie sich durch ihre hohe Anpassungsfähigkeit (Kulturfolger) schnell in den veränderten Lebensräume etabliert. Außerdem besitzt sie von allen Poecilotheria-Arten auf Sri Lanka das größte Verbreitungsgebiet.

## Merkmale

### Größe
Die Weibchen erreichen eine Körpergröße (Ansatz der Beißklauen bis zu den Spinnwarzen) von bis zu 7 cm. Die Männchen bleiben mit einer Körpergröße von 3–4 cm deutlich kleiner und sind im Verhältnis wesentlich zierlicher und langbeiniger gebaut als die weiblichen Tiere (Geschlechtsdimorphismus).
Zu den von Latreille genutzten Holotypen liegen keine Größenangaben vor. Detaillierte Größenangaben zu Poecilotheria fasciata finden sich in der Literatur nur bei Ferdinand Karsch, der jedoch lediglich ein sehr kleines Weibchen näher beschreibt.

### Zeichnung
Die dorsale Zeichnung auf dem Carapax und den Extremitäten ähnelt stark der von Poecilotheria vittata, wobei adulte Weibchen bei dieser Art dunkler gefärbt sein sollen als die adulten Tiere von Poecilotheria fasciata. Die Färbung der adulten Weibchen setzt sich aus kontrastreichen Weiß- und Grautönen sowie schwarzen Feldern und Linien zusammen. Der zentrale, weiße Fleck auf dem Carapax wird von zwei schwarzen Längsstreifen begrenzt, die am Augenhügel zu einer sogenannten „Maske“ zusammenlaufen. Auf den Laufbeinen wechseln sich gräulich-weiße mit schwarzen Zeichnungselementen ab. Die Taster hingegen sind meist weniger kontrastreich gezeichnet. Männchen und Nymphen sind recht einheitlich dunkelgrau gefärbt, wobei Nymphen anfänglich noch das typische, kontrastreiche Muster aufweisen, welches bei den reifen Männchen fast vollkommen verschwindet. Ab ca. 3 cm Körperlänge können bei den Nymphen Weibchen von Männchen unterschieden werden.
Die ventrale Seite der Laufbeine der adulten Tiere unterscheidet sich deutlich von jener der eingangs erwähnten Poecilotheria vittata und ist mitunter das einzige wirklich sichere Unterscheidungsmerkmal zwischen den beiden Arten. Im Gegensatz zu Poecilotheria vittata weist Poecilotheria fasciata nämlich eine schwarz-gelbe Zeichnung (Warnfärbung) unter den Laufbeinen I und II auf. Als weiteres Unterscheidungsmerkmal kann auch der für Poecilotheria vittata typische Keilfleck auf der Unterseite des Femurs des Laufbeines IV herangezogen werden, da dieser bei Poecilotheria fasciata immer vollständig fehlt.
Die Spinnen besitzen auf der Oberseite des Opisthosomas einen weißen oder gräulichen, eichenblattartigen Fleck (Folium), der beiderseits von einer Streifenmusterung umgeben ist und an Tigerstreifen erinnert. In der Mitte des Foliums verläuft in Längsrichtung meist eine dunklere Linie. Die Unterseite ist dunkelbraun bis schwarz gefärbt.

## Lebensweise
Die Tiere kommen insbesondere in Habitaten mit einzelnen Baumgruppen (Savannen) in teils sehr hohen Populationsdichten vor. Die Spinnen jagen meistens nachts und befinden sich tagsüber in ihren Wohnröhren, in der sie die Temperatur und Luftfeuchtigkeit sehr stabil halten können und somit der Mittagshitze entgehen. Sie erbeuten baumbewohnende Insekten und Reptilien, die sich in der Nähe ihres Gespinstes aufhalten. Die jungen Nymphen von Poecilotheria fasciata gelten als sehr „sozial“, da sie sehr lange zusammen im Nest der Mutter leben.

## Fortpflanzung
Krehenwinkel et al. vermuten, dass die Verpaarungen während der Abendstunden der Regenzeit stattfinden. Diese Enden nicht selten in Kannibalismus durch das größere Weibchen. Erst zu Beginn der Regenzeit bauen die Weibchen ihre Kokons mit Gelegen, die zu den größten der Gattung gehören und bis zu 250 Eier beinhalten. Aus den Eiern schlüpfen bereits nach ca. vier Wochen die sogenannten Prälarven, die durch ihr dottergefülltes Opisthosoma fast völlig bewegungsunfähig sind. Eine Häutung in ein zweites Prälarvenstadium, wie bspw. bei  Poecilotheria metallica, findet nicht statt. Nach weiteren drei Wochen erreichen sie das Larvenstadium, in dem sie vollständig bewegungsfähig sind und mit Hilfe der Mutter den Kokon verlassen können. Die Larven nehmen jedoch noch keine externe Nahrung auf. Nach etwa drei Wochen im Nest der Mutter häuten sich die Larven zu komplett selbstständigen Nymphen. Die jungen Nymphen verlassen das Nest der Mutter erst sehr spät, sodass sich teilweise zwei Generationen des Nachwuchses im selben Nest befinden können. Trotz dieser bereits erwähnten ausgeprägten „Sozialität“ kommt es häufig direkt nach der Häutung der Larven in das Nymphenstadium zu Kannibalismus seitens der Nymphen an den noch nicht so weit entwickelten Larven-Geschwistern.

## Systematik
Die Erstbeschreibung erfolgte erst 1804 durch den Entomologen Pierre André Latreille, obwohl die Art schon wesentlich länger in Europa bekannt war. Latreille beschrieb die Art ursprünglich als Mygale fasciata. Die heute nicht mehr legitime Gattung Mygale stellte zu Zeiten Latreilles eine Art Sammelgattung für Vogelspinnen dar. 1851 erkannte der deutsche Arachnologe Carl L. Koch die Notwendigkeit einer neuen Gattung für Mygale fasciata und stellte sie zusammen mit der heute als Acanthoscurria geniculata  bekannten Vogelspinne in die vermeintlich neue Gattung Scurria, wodurch der neue Artname Scurria fasciata (Latreille, 1804) lautete. Jedoch war der Gattungsname Scurria bereits 1847 durch den britischen Zoologen John E. Gray an die Schneckengattung Scurria in der Familie Lottiidae vergeben worden, wodurch gemäß der Nomenklaturregeln ein Konflikt zwischen den beiden Gattungen entstand. Gemäß der Notwendigkeit eines neuen Gattungsnamens für Scurria fasciata war es 1885 der französische Arachnologe Eugène L. Simon, welcher die Gattung Poecilotheria mit ihrer bis dato einzigen Art Poecilotheria fasciata (Latreille, 1804) aufstellte.
Aufgrund der morphologischen Ähnlichkeiten der ventralen Zeichnung der Laufbeine ist eine Verwandtschaft von Poecilotheria fasciata mit der südindischen Poecilotheria hanumavilasumica anzunehmen. Auch eine Verwandtschaft mit Poecilotheria vittata scheint aufgrund der sehr ähnlichen ökologischen Ansprüche, der dorsalen Zeichnung, sowie dem ähnlichen Bau der Stridulationsorgane wahrscheinlich.

## Terrarienhaltung
Die Tiere werden wegen ihres schönen Aussehens vermehrt in Terrarien gehalten und nachgezüchtet. Krehenwinkel et al. empfehlen eine ganzjährige Haltung bei einer Tagestemperatur von ca. 28 °C und einer relativen Luftfeuchtigkeit von ca. 70 %. Die Maße des Terrariums sollte für adulte Weibchen die Maße 20 × 30 × 40 (L × B × H) nicht unterschreiten. Zur Nachzucht können gut genährte Weibchen jederzeit nach einer Häutung verpaart werden. Trotz guter Fütterung kommt es jedoch häufiger zu Kannibalismus seitens des wesentlich größeren Weibchens. Um den Bau eines Kokons anzuregen, kann eine Trockenzeit simuliert werden, die langsam wieder in eine Regenzeit übergeht. Die Nymphen können in ihrem ersten Lebensjahr häufig in kleinen Gruppen gehalten werden, ohne dass es zu Ausfällen durch Kannibalismus kommt. Eine ausreichende Fütterung ist dabei jedoch unabdingbar.